# Dipartimento di Roma

Stemma di Roma durante l'Impero napoleonico

Il dipartimento di Roma era un dipartimento dell'Impero francese nella penisola italiana, con capoluogo Roma.
Si stima che l'area contasse nel 1806 569.056 abitanti. Il dipartimento nacque come dipartimento del Tevere il 15 luglio 1809, quando lo Stato Pontificio fu annesso alla Francia. Il 17 febbraio 1810 mutò denominazione in dipartimento di Roma.
Nel 1812 fu suddiviso in 6 arrondissement:
- di Roma diviso in 14 cantoni: Bracciano, Civita Vecchia, Frascati, Marino, Morlupo, Roma (9 cantoni);

- di Frosinone diviso in 14 cantoni: Alatri, Anagni, Ceccano, Ceprano, Ferentino, Filettino, Frosinone, Guarcino, Monte San Giovanni, Prossedi, Ripi, Supino, Vallecorsa, Veroli;
- di Rieti diviso in 10 cantoni: Canemorto, Contigliano, Magliano, Narni, Poggio Mirteto, Poggio Nativo, Rieti (2 cantoni), Stroncone, Torri;
- di Tivoli diviso in  7 cantoni: Anticoli, Olevano, Palestrina, Palombara, Subiaco, Tivoli, Vicovaro;
- di Velletri diviso in 11 cantoni: Albano, Cori, Genzano, Paliano, Piperno, Segni, Sermoneta, Sezze, Terracina, Valmontone, Velletri;
- di Viterbo diviso in 15 cantoni: Bagnoregio, Canino, Caprarola, Civita Castellana, Corneto, Montefiascone, Orte, Ronciglione, Sant'Oreste, Soriano, Toscanella, Valentano, Vetralla, Vignanello, Viterbo.

Per la conquista di questo territorio Napoleone dette a suo figlio il titolo di Re di Roma.
Il dipartimento fu soppresso dopo la sconfitta di Napoleone nel 1814. Attualmente il territorio dell'ex dipartimento è ripartito tra le province di Roma, Rieti, Viterbo, Frosinone e Latina.